# Stazione di Capaccio-Roccadaspide
La stazione di Capaccio-Roccadaspide è una stazione ferroviaria posta sulla linea Battipaglia-Reggio Calabria.
Serve i centri abitati di Capaccio Paestum e di Roccadaspide, oltre che per vicinanza i territori comunali di Albanella, Altavilla Silentina, Trentinara e della Valle del Calore.

## Servizi
La stazione dispone dei seguenti servizi:
- Biglietteria automatica;
- Bar;
- Annuncio sonoro treni in arrivo, in partenza e in transito;
- Servizi igienici;
- Sottopassaggio pedonale;
- Parcheggi di superficie.